# Geelwangamazone
De geelwangamazone (Amazona autumnalis) is een papegaaiachtige uit de familie papegaaien van Afrika en de Nieuwe Wereld (Psittacidae). De wetenschappelijke naam van de soort werd als Psittacus autumnalis in 1758 gepubliceerd door Carl Linnaeus.

## Verspreiding en leefgebied
Deze soort komt voor van Oost-Mexico tot West-Ecuador; er worden drie ondersoorten onderscheiden:
- A. a. autumnalis: van oostelijk Mexico tot noordelijk Nicaragua.
- A. a. lilacina Lesson, 1844: westelijk Ecuador (door BirdLife International als aparte soort beschouwd).
- A. a. salvini (Salvadori, 1891): van noordelijk Nicaragua tot zuidwestelijk Colombia en noordwestelijk Venezuela

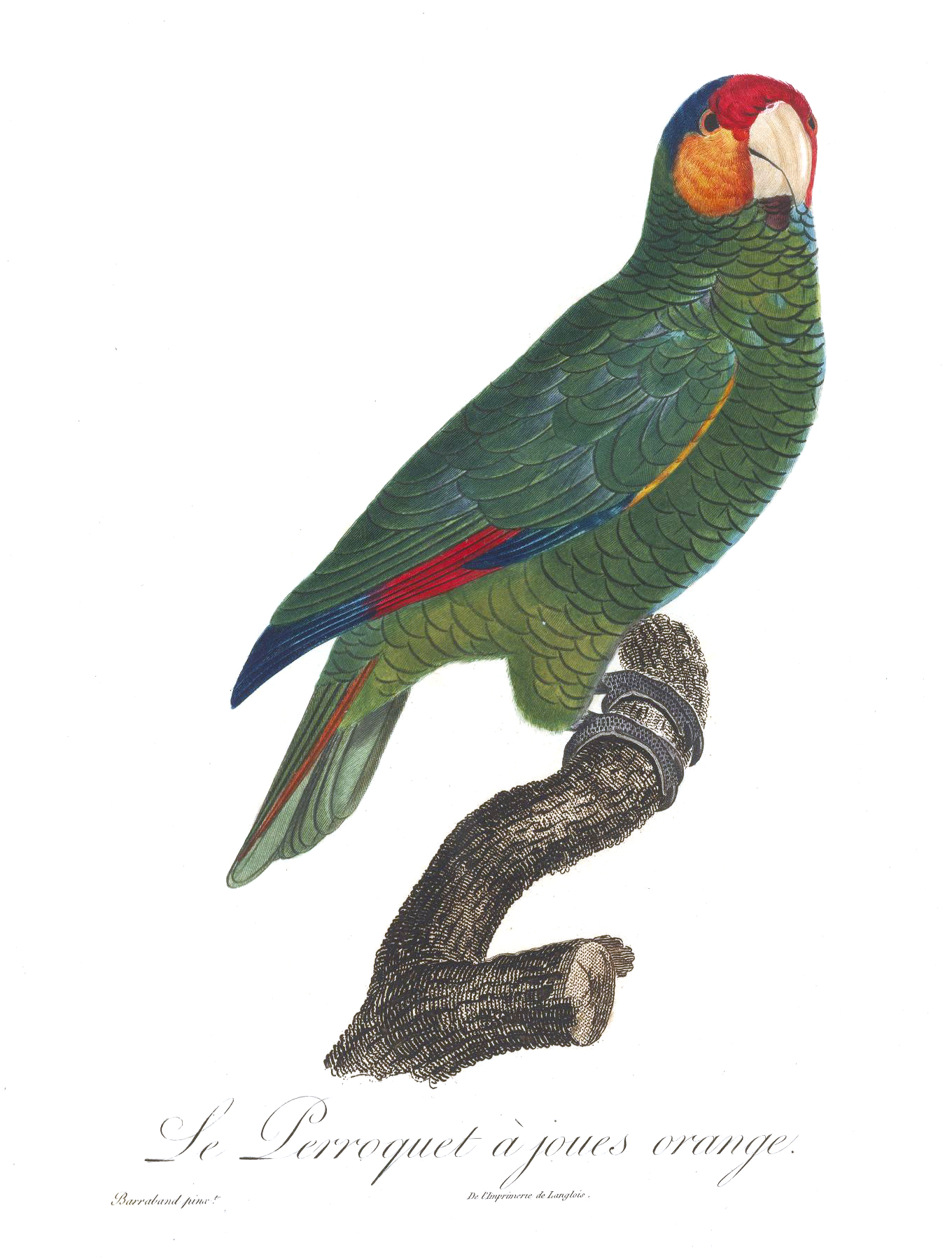
afbeelding uit Levaillant (1801)